# Adicella nyse
Adicella nyse är en nattsländeart som beskrevs av Schmid 1994. Adicella nyse ingår i släktet Adicella och familjen långhornssländor. Inga underarter finns listade i Catalogue of Life.